# James Karen
James Karen, född Jacob Karnofsky den 28 november 1923 i Wilkes-Barre i Pennsylvania, död 23 oktober 2018 i Los Angeles, var en amerikansk skådespelare.

## Filmografi i urval
- Herkules i New York (1969)
- Starsky och Hutch (1975) (1 avsnitt)
- Alla presidentens män (1976)
- Hawaii Five-O (1976) (1 avsnitt)
- Capricorn One (1977)
- Kärlek ombord (1977) (1 avsnitt)
- F.I.S.T. (1978)
- Kinasyndromet (1979)
- Dallas (1982-1983) (3 avsnitt)
- Frances (1982)
- Knots Landing (1982) (1 avsnitt)
- Poltergeist (1982)
- Dynastin (1984) (2 avsnitt)
- Fem i familjen (1984) (1 avsnitt)
- Little House: The Last Farewell (1984)
- Sam's Son (1984)
- Par i brott (1985) (1 avsnitt)
- Skål (1985) (1 avsnitt)
- The Return of the Living Dead (1985)
- Amazing Stories (1987) (1 avsnitt)
- Magnum (1987) (1 avsnitt)
- Rättvisans män (1987-1989) (2 avsnitt)
- Wall Street (1987)
- Pantertanter (1988) (1 avsnitt)
- Return of the Living Dead Part II (1988)
- Highway to Heaven (1989)
- MacGyver (1989) (1 avsnitt)
- Murphy Brown (1989) (1 avsnitt)
- Den kritiska punkten (1990)
- Matlock (1991) (1 avsnitt)
- Lagens änglar (1991) (1 avsnitt)
- Bodies of Evidence (1993)
- Melrose Place (1994) (1 avsnitt)
- Scali (1995)
- Congo (1995)
- Nixon (1995)
- Spycraft: The Great Game (1996)
- Tid att älska (1996)
- Dark Skies (1997) (1 avsnitt)
- Advokaterna (1998-2001) (3 avsnitt)
- Beverly Hills (1998) (2 avsnitt)
- Seinfeld (1998) (1 avsnitt)
- Any Given Sunday (1999)
- Tretton dagar (2000)
- På heder och samvete (2000-2002) (2 avsnitt)
- Walker, Texas Ranger (2000) (1 avsnitt)
- Mulholland Drive (2001)
- Vem dömer Amy? (2003) (1 avsnitt)
- Jakten på lycka (2006)
- Superman Returns (2006)
- Outlaw Trail: The Treasure of Butch Cassidy (2006)
- Cold Case (2008) (1 avsnitt)
- Dark and Stormy Night (2009)
- American Dad! (2012) (1 avsnitt)
- The Butterfly Room (2012)